# Gmina Wielka Nieszawka
Die Gmina Wielka Nieszawka ist eine Landgemeinde im Powiat Toruński (Thorner Kreis) der polnischen Woiwodschaft Kujawien-Pommern. Ihr Sitz ist das gleichnamige Dorf (deutsch Groß Nessau) mit etwa 460 Einwohnern. 

## Gliederung
Zur Landgemeinde Wielka Nieszawka gehören vier Dörfer (deutsche Namen bis 1945) mit einem Schulzenamt. Sie heißen Brzoza (Balkau), Cierpice (Schirpitz), Mała Nieszawka (Klein Nessau) und Wielka Nieszawka (Groß Nessau).
Weitere Ortschaften der Gemeinde sind Brzeczka, Chorągiewka, Cierpiszewo, Dybowo, Kąkol, Maciejewo, Małe Jarki, Popioły und Pieczenia.

## Verkehr
Cierpice hat einen Bahnhof, Brzoza einen Haltepunkt an der Bahnstrecke Kutno–Piła.